# Ack vi syndare arme
Ack vi syndare arme (tyska: O wir armen Sünder) är en tysk psalm av Hermann Bonnus. Psalmen översattes till svenska och fick titeln Ack vi syndare arme.

## Publicerad i
- 1572 års psalmbok med titeln AH wij syndare arme.[2]
- Göteborgspsalmboken 1650 under rubriken "Om Menniskionnes Fall och Rättfärdigheet".[3]
- Den svenska psalmboken 1694 som nummer 251 under rubriken "Om Menniskiones fall och uprättelse".
- 1695 års psalmbok som nummer 218 under rubriken "Om Menniskiones Fall och Upprättelse".[1]